# 海南薯
海南薯也叫野番薯、锥花薯、苏门答腊牵牛，是旋花科番薯属的植物，分布于马达加斯加以及中国大陆的海南、广西、云南等地，生长于海拔100米至850米的地区，见于灌丛。《中国植物志》中文版将此种误鉴定为原产南亚的，已在英文版中更正。